# تاهيرو كونجاكو
تاهيرو كونجاكو (1911–15 يونيو 1993) هو سياسي من بنين،شغل منصب رئيس بنين بصفة مؤقتة من 29 نوفمبر 1965 حتى 22 ديسمبر 1965،وانتهت فترة حكمه بسبب عزله من السلطة،وشغل منصب رئيس الجمعية الوطنية من 1964 حتى 1965،ووزير الخارجية من 1965 حتى 1965.